# Municipio de Quiroga
El municipio de Quiroga es uno de los 113 municipios en que se encuentra dividido el estado mexicano de Michoacán de Ocampo. Su cabecera es la población del mismo nombre y se encuentra localizado en el centro del estado.

## Geografía
El municipio de Quiroga se ubica en el centro del estado de Michoacán, directamente al norte del Lago de Pátzcuaro y formando parte de la meseta Purépecha. Tiene una extensión territorial total de 213.985 km². Limita al norte con los municipios de Coeneo y Morelia; al este con el municipio de Morelia; al sur con los municipios de Morelia, Tzintzuntzan y Erongarícuaro; al oeste con los municipios de Erongarícuaro y Coeneo.
Quiroga, cabecera del municipio, se encuentra en la ubicación 19°39′50″N 101°31′30″O / 19.66389, -101.52500, a una altitud de 2076 m s. n. m.
Junto con los municipios de Erongarícuaro, Huiramba, Lagunillas, Pátzcuaro, Salvador Escalante y Tzintzuntzan integra la Región 7. Pátzcuaro Zirahuén.
A lo largo del año la temperatura varía de 3 °C a 27 °C y en pocas ocasiones desciende por debajo de -0 °C o asciende a más de 30 °C. Según la clasificación climática de Köppen el clima de Quiroga corresponde a la categoría Cwb (templado subhúmedo de montaña con invierno seco y verano suave).
El lago de Pátzcuaro es el elemento más importante de su hidrología, que se complementa con arroyos intermitentes.

## Demografía
La población total del municipio de Quiroga es de 27 176 habitantes, lo que representa un crecimiento promedio de 0.62 % anual en el período 2010-2020 sobre la base de los 25 592 habitantes registrados en el censo anterior. Al año 2020 la densidad del municipio era de 127,4 hab/km².
| Gráfica de evolución demográfica de Municipio de Quiroga entre 2000 y 2020 |
|                                                                            |
| Fuente: Instituto Nacional de Estadística Geografía e Informática          |

En el año 2010 estaba clasificado como un municipio de grado bajo de vulnerabilidad social, con el 13.84 % de su población en estado de pobreza extrema.
La población del municipio está mayoritariamente alfabetizada (14.21 % de personas analfabetas al año 2010) con un grado de escolarización en torno de los 6.5 años. El 34.50 % de la población se reconoce como indígena.
El 96.60 % de la población profesa la religión católica. El 1.71 % adhiere a las iglesias protestantes, evangélicas y bíblicas.

### Localidades
En el censo de 2020 el municipio de Quiroga contaba con 14 localidades.
| Código INEGI    | Localidad                  | Población (2020) |
| --------------- | -------------------------- | ---------------- |
| 160730001       | Quiroga                    | 15 249           |
| 160730011       | Santa Fe de la Laguna      | 5 393            |
| 160730008       | San Andrés Ziróndaro       | 2 418            |
| 160730009       | San Jerónimo Purenchécuaro | 1 981            |
| 160730002       | Atzimbo                    | 553              |
| 160730005       | Icuacato                   | 514              |
| 160730007       | Sanambo                    | 385              |
| 160730003       | Caríngaro                  | 379              |
| 160730018       | Colonia el Cárcamo         | 113              |
| 160730014       | Tzirandangatzio            | 46               |
| 160730004       | Chupícuaro                 | 40               |
| 160730025       | Kutzaro                    | 17               |
| 160730024       | El Sauz                    | 6                |
| 160730030       | El Samano                  | 6                |
| Total municipal | Total municipal            | 27 176           |

## Economía
Las distintas localidades del municipio basan su economía en diversas actividades, como la elaboración de artesanías —como la alfarería en Santa Fe de la Laguna—, la pesca, o la agricultura y la ganadería. Por el número de unidades económicas activas, los sectores más dinámicos son la elaboración de productos manufacturados, el comercio minorista y en menor medida la prestación de servicios de alojamiento temporal y de preparación de alimentos y bebidas.

## Educación y salud
En 2010, el municipio contaba con escuelas preescolares, primarias, secundarias y una escuela de formación media (bachillerato), dos escuelas de formación para el trabajo y una escuela primaria indígena. Las unidades médicas en el municipio eran 9, con un total de personal médico de 23 personas.
El 36.6 % de la población de 15 años o más (9417 personas) no había completado la educación básica, carencia social calificada como rezago educativo. El 52.4 % de la población (13459 personas personas) no tenía acceso a servicios de salud.

## Política
El gobierno del municipio de Quiroga le corresponde a su ayuntamiento, el cual está integrado por el presidente municipal, un síndico y el cabildo conformado por siete regidores, cuatro electos por mayoría relativa y tres por el principio de representación proporcional. Todos son electos mediante voto universal, directo y secreto para un periodo de cuatro años con posibilidad de ser reelectos por un único periodo inmediato.

### Representación legislativa
Para la elección de diputados locales al Congreso de Michoacán y de diputados federales a la Cámara de Diputados federal, el municipio de Quiroga se encuentra integrado en los siguientes distritos electorales:
Local:
- Distrito electoral local de 5 de Michoacán con cabecera en Paracho de Verduzco.[16]

Federal:
- Distrito electoral federal 7 de Michoacán con cabecera en Zacapu.[17]

## Hermanamiento
El municipio está hermanado con el municipio de Mayagüez, Puerto Rico.